# 2e étape du Tour d'Italie 2003
Pour un article plus général, voir Tour d'Italie 2003.
La 2e étape du Tour d'Italie 2003 a eu lieu le 11 mai 2003 entre la ville de Copertino et celle de Matera sur une distance de 177 km. Elle a été remportée par l'Italien Fabio Baldato (Alessio) devant ses compatriotes Gabriele Colombo (Domina Vacanze-Elitron) et Giuliano Figueras (Ceramica Panaria-Fiordo). Alessandro Petacchi (Fassa Bortolo termine au sein du peloton et conserve le maillot rose de leader du classement général à l'issue de l'étape.

## Classement de l'étape
| \| Classement de l'étape \| Classement de l'étape \| Classement de l'étape \| Classement de l'étape \| Classement de l'étape \| \| Coureur \| Coureur \| Pays \| Équipe \| Temps \| \| --------------------- \| --------------------- \| --------------------- \| --------------------------------------------- \| --------------------- \| \| 1er \| Fabio Baldato \| Italie \| Alessio \| 4 h 46 min 57 s \| \| 2e \| Gabriele Colombo \| Italie \| Domina Vacanze-Elitron \| + 0 s \| \| 3e \| Giuliano Figueras \| Italie \| Ceramica Panaria-Fiordo \| + 0 s \| \| 4e \| Alessandro Petacchi \| Italie \| Fassa Bortolo \| + 0 s \| \| 5e \| Bernhard Eisel \| Autriche \| Fdjeux.com \| + 0 s \| \| 6e \| Vladimir Duma \| Ukraine \| Landbouwkrediet-Colnago \| + 0 s \| \| 7e \| Stefano Garzelli \| Italie \| Vini Caldirola-Saunier Duval \| + 0 s \| \| 8e \| Francesco Casagrande \| Italie \| Lampre \| + 0 s \| \| 9e \| Fabio Sacchi \| Italie \| Saeco \| + 0 s \| \| 10e \| Bo Hamburger \| Danemark \| Formaggi Pinzolo Fiavè-Ciarrocchi Immobiliare \| + 0 s \| |                      |          |                                               |                 |
| |                      |          |                                               |                 |
| |                      |          |                                               |                 |
| Classement de l'étape |                      |          |                                               |                 |
| Coureur | Coureur              | Pays     | Équipe                                        | Temps           |
| 1er | Fabio Baldato        | Italie   | Alessio                                       | 4 h 46 min 57 s |
| 2e | Gabriele Colombo     | Italie   | Domina Vacanze-Elitron                        | + 0 s           |
| 3e | Giuliano Figueras    | Italie   | Ceramica Panaria-Fiordo                       | + 0 s           |
| 4e | Alessandro Petacchi  | Italie   | Fassa Bortolo                                 | + 0 s           |
| 5e | Bernhard Eisel       | Autriche | Fdjeux.com                                    | + 0 s           |
| 6e | Vladimir Duma        | Ukraine  | Landbouwkrediet-Colnago                       | + 0 s           |
| 7e | Stefano Garzelli     | Italie   | Vini Caldirola-Saunier Duval                  | + 0 s           |
| 8e | Francesco Casagrande | Italie   | Lampre                                        | + 0 s           |
| 9e | Fabio Sacchi         | Italie   | Saeco                                         | + 0 s           |
| 10e | Bo Hamburger         | Danemark | Formaggi Pinzolo Fiavè-Ciarrocchi Immobiliare | + 0 s           |

## Classement général
| \| Classement général \| Classement général \| Classement général \| Classement général \| Classement général \| \| Coureur \| Coureur \| Pays \| Équipe \| Temps \| \| ------------------ \| ------------------- \| ------------------ \| ----------------------- \| ------------------ \| \| 1er \| Alessandro Petacchi \| Italie \| Fassa Bortolo \| 10 h 02 min 36 s \| \| 2e \| Fabio Baldato \| Italie \| Alessio \| + 4 s \| \| 3e \| Gabriele Colombo \| Italie \| Domina Vacanze-Elitron \| + 19 s \| \| 4e \| Giuliano Figueras \| Italie \| Ceramica Panaria-Fiordo \| + 23 s \| \| 5e \| Graziano Gasparre \| Italie \| De Nardi-Colpack-Astro \| + 24 s \| \| 6e \| Fabio Sacchi \| Italie \| Saeco \| + 24 s \| \| 7e \| Denis Lunghi \| Italie \| Alessio \| + 24 s \| \| 8e \| Kurt Asle Arvesen \| Norvège \| Fakta \| + 24 s \| \| 9e \| Franco Pellizotti \| Italie \| Alessio \| + 24 s \| \| 10e \| Aitor González \| Espagne \| Fassa Bortolo \| + 24 s \| |                     |         |                         |                  |
| |                     |         |                         |                  |
| |                     |         |                         |                  |
| Classement général |                     |         |                         |                  |
| Coureur | Coureur             | Pays    | Équipe                  | Temps            |
| 1er | Alessandro Petacchi | Italie  | Fassa Bortolo           | 10 h 02 min 36 s |
| 2e | Fabio Baldato       | Italie  | Alessio                 | + 4 s            |
| 3e | Gabriele Colombo    | Italie  | Domina Vacanze-Elitron  | + 19 s           |
| 4e | Giuliano Figueras   | Italie  | Ceramica Panaria-Fiordo | + 23 s           |
| 5e | Graziano Gasparre   | Italie  | De Nardi-Colpack-Astro  | + 24 s           |
| 6e | Fabio Sacchi        | Italie  | Saeco                   | + 24 s           |
| 7e | Denis Lunghi        | Italie  | Alessio                 | + 24 s           |
| 8e | Kurt Asle Arvesen   | Norvège | Fakta                   | + 24 s           |
| 9e | Franco Pellizotti   | Italie  | Alessio                 | + 24 s           |
| 10e | Aitor González      | Espagne | Fassa Bortolo           | + 24 s           |

## Classements annexes
| Classement par points | Classement par points | Classement par points | Classement par points  | Classement par points |
| Coureur               | Coureur               | Pays                  | Équipe                 | Points                |
| --------------------- | --------------------- | --------------------- | ---------------------- | --------------------- |
| 1er                   | Alessandro Petacchi   | Italie                | Fassa Bortolo          | 45 pts                |
| 2e                    | Mario Cipollini       | Italie                | Domina Vacanze-Elitron | 28 pts                |
| 3e                    | Fabio Baldato         | Italie                | Alessio                | 25 pts                |
| 4e                    | Gabriele Colombo      | Italie                | Domina Vacanze-Elitron | 20 pts                |
| 5e                    | Angelo Furlan         | Italie                | Alessio                | 19 pts                |

| Classement par points | Classement par points | Classement par points | Classement par points  | Classement par points |
| Coureur               | Coureur               | Pays                  | Équipe                 | Points                |
| --------------------- | --------------------- | --------------------- | ---------------------- | --------------------- |
| 1er                   | Alessandro Petacchi   | Italie                | Fassa Bortolo          | 45 pts                |
| 2e                    | Mario Cipollini       | Italie                | Domina Vacanze-Elitron | 28 pts                |
| 3e                    | Fabio Baldato         | Italie                | Alessio                | 25 pts                |
| 4e                    | Gabriele Colombo      | Italie                | Domina Vacanze-Elitron | 20 pts                |
| 5e                    | Angelo Furlan         | Italie                | Alessio                | 19 pts                |

| Classement de la montagne | Classement de la montagne | Classement de la montagne | Classement de la montagne    | Classement de la montagne |
| Coureur                   | Coureur                   | Pays                      | Équipe                       | Points                    |
| ------------------------- | ------------------------- | ------------------------- | ---------------------------- | ------------------------- |
| 1er                       | Freddy González           | Colombie                  | Colombia-Selle Italia        | 3 pts                     |
| 2e                        | Francesco Casagrande      | Italie                    | Lampre                       | 2 pts                     |
| 3e                        | Stefano Garzelli          | Italie                    | Vini Caldirola-Saunier Duval | 1 pt                      |

| Classement de la montagne | Classement de la montagne | Classement de la montagne | Classement de la montagne    | Classement de la montagne |
| Coureur                   | Coureur                   | Pays                      | Équipe                       | Points                    |
| ------------------------- | ------------------------- | ------------------------- | ---------------------------- | ------------------------- |
| 1er                       | Freddy González           | Colombie                  | Colombia-Selle Italia        | 3 pts                     |
| 2e                        | Francesco Casagrande      | Italie                    | Lampre                       | 2 pts                     |
| 3e                        | Stefano Garzelli          | Italie                    | Vini Caldirola-Saunier Duval | 1 pt                      |

| Classement Intergiro | Classement Intergiro | Classement Intergiro | Classement Intergiro    | Classement Intergiro |
|                      | Coureur              | Pays                 | Équipe                  | Temps                |
| -------------------- | -------------------- | -------------------- | ----------------------- | -------------------- |
| 1er                  | Mario Cipollini      | Lettonie             | Domina Vacanze-Elitron  | en 6 h 46 min 14 s   |
| 2e                   | Andris Nauduzs       | Italie               | CCC-Polsat              | m.t.                 |
| 3e                   | Fabiano Fontanelli   | Italie               | Mercatone Uno-Scanavino | + 3 s                |
| 4e                   | Alessandro Petacchi  | Italie               | Fassa Bortolo           | + 6 s                |
| 5e                   | Mariano Piccoli      | Italie               | Lampre                  | + 6 s                |
| modifier             |                      |                      |                         |                      |

| Classement par équipes | Classement par équipes | Classement par équipes | Classement par équipes |
| Équipe                 | Équipe                 | Pays                   | Temps                  |
| ---------------------- | ---------------------- | ---------------------- | ---------------------- |
| 1re                    | Alessio                | Italie                 | 30 h 09 min 00 s       |
| 2e                     | De Nardi-Colpack-Astro | Italie                 | + 0 s                  |
| 3e                     | Fassa Bortolo          | Italie                 | + 0 s                  |
| 4e                     | Saeco                  | Italie                 | + 0 s                  |
| 5e                     | Fakta                  | Danemark               | + 0 s                  |

| Classement par équipes | Classement par équipes | Classement par équipes | Classement par équipes |
| Équipe                 | Équipe                 | Pays                   | Temps                  |
| ---------------------- | ---------------------- | ---------------------- | ---------------------- |
| 1re                    | Alessio                | Italie                 | 30 h 09 min 00 s       |
| 2e                     | De Nardi-Colpack-Astro | Italie                 | + 0 s                  |
| 3e                     | Fassa Bortolo          | Italie                 | + 0 s                  |
| 4e                     | Saeco                  | Italie                 | + 0 s                  |
| 5e                     | Fakta                  | Danemark               | + 0 s                  |